# Марлен Хаусхофер
Марлен Хаусхофер (на немски: Marlen Haushofer) е австрийска писателка (белетрист, драматург и автор на книги за деца), родена във Фрауенщайн, провинция Горна Австрия.

## Биография
Марлен Хаусхофер е родена на 11 април 1920 г. в северна Австрия. Завършва средното си образование през 1939 г. в Линц, а после изучава германистика във Виена и Грац. През 1941 г. сключва брак със зъболекаря Манфред Хаусхофер. Разделят се през 1950 г., но се събират отново през 1958 г. Отглеждат двама сина, по-големият от които е нейно извънбрачно дете.
През 1946 г. Марлен Хаусхофер публикува ранните си кратки разкази в списания, но първият ѝ успех е новелата „Петата година“. Романът „Стената“, издаден през 1963 г. и екранизиран през 2012 г., е най-важната творба на Марлен Хаусхофер. И той обаче, като останалите ѝ творби, потъва в забрава за дълго време. Едва феминисткото движение води до преосмисляне и преоткриване на романа, който разнищва ролята на жената в „мъжкото“ общество.
Заедно с Ингеборг Бахман Марлен Хаусхофер е смятана за пионерка на модерната женска литература. Получава много отличия, сред които стипендията на името на „Артур Шницлер“, два пъти наградата „Теодор Кьорнер“ на Виена за детска литература и два пъти Поощрителната държавна награда за литература.
В едно интервю Марлен Хаусхофер споделя:
| „ | Тъй като сме въдворени в живота, ние сме обременени с предразсъдъци, срещу които трябва да се борим до края на дните си. И докато у нас трепти искрица живот, трябва да се опитваме да разпространяваме около себе си малко топлина... | “ |

През 1970 г. Марлен Хаусхофер умира от рак на костите след операция във Виена на 49-годишна възраст.

## По-важни творби
Основните произведения на Марлен Хаусхофер са „Стената“ (роман, 1963), „Приключението на Бартл“ (роман, 1964), „Небе, което никъде не свършва“ (роман, 1966) и „Мансардата“ (роман, 1969). Автор е на значими детски книги (последно „Да си лош не е удоволствие“, 1970) и на радиопиеси.

### Романи, разкази
- Das fünfte Jahr, Novelle, 1952
- Eine Handvoll Leben, Roman, 1955
- Die Vergißmeinnichtquelle, Erzählungen, 1956
- Die Tapetentür, Roman, 1957
- Wir töten Stella, Erzählung, 1958
- Die Wand, Roman, 1963
  - Стената, изд. ПИК-Велико Търново, 2010
- Bartls Abenteuer, 1964
- Himmel, der nirgendwo endet, Roman, 1966
- Lebenslänglich, Erzählungen, 1966
- Schreckliche Treue, Erzählungen, 1968
- Die Mansarde, Roman, 1969 (Мансардата)

### Детски и юношески повести
- Brav sein ist schwer, Kinderbuch, 1965
- Müssen Tiere draußen bleiben?, Jugendbuch, 1967
- Wohin mit dem Dackel?, Jugendbuch, 1968
- Schlimm sein ist auch kein Vergnügen, Kinderbuch 1970

### Радиопиеси
- Das Kreuzworträtsel, 1953
- Die Überlebenden, 1958
- Ein Mitternachtsspiel, 1984
- Der Wassermann, 1999

### Посмъртни издания
- Begegnung mit dem Fremden, Gesammelte Erzählungen I, 1985
- Die Frau mit den interessanten Träumen, Erzählungen, 1990
- Marlen Haushofer: Die Überlebenden. Unveröffentlichte Texte aus dem Nachlaß. Aufsätze zum Werk, 1991
- Brav sein ist schwer, Hörbuch, 2011

## Награди
- 1953: „Австрийска държавна награда за литература“
- 1956: Preis des Theodor-Körner-Stiftungsfonds
- 1962: Stipendium der Arthur-Schnitzler Gesellschaft
- 1965: Kinderbuchpreis der Stadt Wien
- 1967: Kinderbuchpreis der Stadt Wien
- 1968: „Австрийска държавна награда за литература“